# Kālundri
Kālundri är en ort i Indien.   Den ligger i distriktet Raigarh och delstaten Maharashtra, i den sydvästra delen av landet, 1 200 km söder om huvudstaden New Delhi. Kālundri ligger 8 meter över havet och antalet invånare är 8 101.
Terrängen runt Kālundri är varierad. Runt Kālundri är det tätbefolkat, med 790 invånare per kvadratkilometer. Närmaste större samhälle är Navi Mumbai, 13,3 km nordväst om Kālundri. Omgivningarna runt Kālundri är en mosaik av jordbruksmark och naturlig växtlighet.